# Verband (bouwkunde)
In de bouwkunde wordt onder verband verstaan het ten opzichte van elkaar laten verspringen van verbindingsnaden. Dit wordt gedaan om "breuklijnen" te voorkomen. Het wordt onder andere gebruikt bij metselwerk en bestratingen met tegels of bakstenen, bij het leggen van laminaat en bij het monteren van plafondplaten. Het verband zorgt voor een steviger samenhang tussen de verschillende delen.

## Metselverband
Een metselverband is een systeem waarin de stenen worden gelegd met als doel een sterke en toch aantrekkelijk ogende muur te krijgen. Naar dit systeem zijn verschillende verbanden ontstaan zoals halfsteens-, kruis-, Vlaams en kettingverband.

### Benamingen
Zijden:
- de zijde van een baksteen die de kleinste oppervlakte heeft, heet de 'kop';
- de zijde die de grootste oppervlakte heeft, heet de 'platte kant';
- de lange zijde heet de 'strek';
- een 'klampmuur' is een wand waarbij de stenen op hun kant worden verwerkt (dikte van de muur: 50 mm bij waalformaat);
- een 'halfsteensmuur' is een halve steen of kop dik (100 mm bij waalformaat);
- een 'enkelsteensmuur' (of 'steensmuur') heeft een dikte die gelijk is aan de strek (210 mm bij waalformaat).

Voegen:
- In een metselverband heet de horizontale doorgaande voeg tussen de stenen een 'lintvoeg', de korte rechtopstaande voeg noemt men 'stootvoeg'.

Fig. 1: benamingen van gehakte stenen, lagenmaat, koppenmaat

Om het verband goed te kunnen leggen, worden stenen gehakt tot drieklezoren, klisklezoren of klezoren (zie figuur 1).
Benamingen voor ingekorte stenen:

Steensrollaag boven een kozijn

- 'drieklezoor': 3/4 steen of 3 klezoren bij elkaar;
- 'halve steen': een in de breedte gehalveerde steen;
- klezoor: 1/4 steen of een 1/2 halve steen;
- klisklezoor (ook wel 'hengst' genoemd): een in de lengte gehalveerde steen, het kopeinde is een halve kop;
- 'geschifte steen': een in de hoogte gehalveerde steen;
- 'lepe steen': een steen waar een driehoekig deel uit is gehakt (bijvoorbeeld om metselwerk onder een hoek te laten aansluiten);
- 'varken': een steen die over de gehele lengte in de hoogte is afgeschuind (bijvoorbeeld om bogen te metselen).

Lagen:
- 'streklaag of strekkenlaag': een laag in het metselwerk waarvan alleen de strekken zichtbaar zijn;
- 'koppenlaag': een laag in het metselwerk waarvan alleen de koppen zichtbaar zijn;
- 'rollaag': de stenen staan op hun kant, de hoogte kan een aantal lagen zijn of een halve of hele steen. Rollagen worden toepast als muurafdekking, boven kozijnen en andere muuropeningen.

Maatvoering:
- 'koppenmaat' is de steenbreedte (kop) plus de voeg. Bij Waalformaat stenen is de koppenmaat ca. 110 mm. De lengte van een muur wordt berekend naar een veelvoud van de koppenmaat. De maat van een kozijn is een aantal koppen plus voeg. De maat van een gemetselde penant tussen twee kozijnen is een aantal koppen min voeg. Op een dergelijke manier wordt de maatvoering van een gemetselde wand met kozijnen en penanten opgezet.
- 'lagenmaat' is de steendikte plus voeg. De steendikte wordt bepaald door de gemiddelde diktemaat te nemen van 10 stenen, uitkomst bijvoorbeeld 52 mm. De lagenmaat loopt van bovenkant afgewerkte begane-grondvloer tot bovenkant afgewerkte verdiepingsvloer en is bijvoorbeeld 3600 mm (bijvoorbeeld een kantoorgebouw of ziekenhuis). Een lintvoeg van 12 mm is acceptabel. Berekening: 3600/64 = 56,25 lagen per verdieping. De lagenmaat wordt 3600/56 = 64,3 mm, waaruit volgt dat de lintvoeg 64,3−52 = 12,3 mm dik is of als de 12,3 te groot geacht wordt: 3600/57 = 64,1 mm met een lintvoeg dikte van 12,1 mm. De afgewerkte begane-grondvloer is peil=0 met als gevolg dat de lagenmaat ook op peil=0 begint. Als de lagenmaat vastligt kan de verticale maatvoering van kozijnen en andere gevelopeningen worden voltooid. Andere termen voor lagenmaat: laagverdeling of lagenverdeling.
- Het uitgangspunt dat er per verdieping evenveel lagen moeten zijn, heeft als doel dat de borstweringen onder de kozijnen dan dezelfde maat krijgen.

Vertandingen:
- Dit zijn aansluitingen of verbindingen van metselwerk, ook wel kassen genoemd.

Halfsteensverband
Vlaams verband
Ketting-, Noors of Noords verband
Engels verband
Klezoorverband
Staand verband
Kruisverband met drieklezoor in strekkenlaag
Kruisverband met klisklezoor in koppenlaag

### Bekende metselverbanden
De kunst van het metselen is heel oud. Er zijn in de loop der eeuwen heel veel metselverbanden ontstaan. Sommige zijn streekgebonden, wat in de benaming tot uitdrukking komt. Elk verband heeft zijn eigen karakteristieken en zijn eigen toepassingsgebied:
- voor halfsteensmuren wordt meestal een halfsteensverband, kettingverband, Engels verband of een klezorenverband gebruikt;
- voor steensmuren of nog dikkere muren gebruikt men een staand en kruisverband, kettingverband, een koppen- of patijtsverband, een Vlaams verband of een wildverband. Het kruisverband wordt zeer vaak gebruikt, omdat bij dit verband de stenen beter in elkaar grijpen dan bij welk ander verband ook;
- voor gebogen muren, zoals bij torens en windmolens, wordt een koppenverband gebruikt. Dit verband volgt het best gebogen lijnen.

#### Halfsteensverband
Halfsteensverband is een metselverband bestemd voor halfsteensmuren. Het bestaat uit strekkenlagen die per laag een halve steen zijn versprongen. Op deze manier ontstaat een sterk verband, aangezien de stootvoegen maximaal verspringen. Men begint beurtelings met een strek of een kop. Men kan eenvoudig een haakse hoek in het metselwerk maken zonder een enkele steen te hoeven hakken. De lagen worden als volgt gelegd:
- oneven lagen: een streklaag, beginnend met een halve steen;
- even lagen: een streklaag, beginnend met een hele steen.

#### Klezoorverband
Het klezoor- of klezorenverband is bestemd voor halfsteensmuren en bestaat net als het halfsteensverband uit strekkenlagen. De lagen verspringen onderling echter slechts met 1 klezoor. De "tand", de denkbeeldige zigzaglijn die de nabijgelegen voegen met elkaar verbindt, kan verticaal lopen ("staande tand"), maar ook "linksvallend" (schuin naar linksonder lopend) of "rechtsvallend" (schuin naar rechtsonder lopend) wanneer de lagen onderling telkens in 1 richting verspringen. Het klezoorverband is een zwak verband omdat de stootvoegen in de verschillende lagen dicht bij elkaar liggen. Een klezoorverband met staande tand wordt als volgt gelegd:
- oneven lagen: drieklezoor-strek-strek-strek enz.;
- even lagen: kop-strek-strek-strek enz.

#### Koppenverband
Een koppen- of patijtsverband bestaat uit koppenlagen die onderling per laag een halve kop zijn versprongen. Dit verband is het meest geschikte verband voor gebogen muren. De lagen worden als volgt gelegd:
- oneven lagen: kop-kop-kop-kop-kop enz.;
- even lagen: drieklezoor-kop-kop-kop-kop enz.

#### Vlaams verband
Het Vlaams verband bestaat uit een afwisseling van koppen en strekken. De koppen liggen daarbij in het midden van de strekken van de laag eronder en erboven. Het Vlaams verband wordt als volgt gelegd:
- oneven lagen: drieklezoor-kop-strek-kop-strek-kop enz.;[1]
- even lagen: kop-strek-kop-strek-kop-strek enz.

#### Kettingverband
Bij het kettingverband (ook wel Noors of Noords verband genoemd) worden telkens twee strekken met een kop afgewisseld. De koppen komen midden boven de stootvoegen tussen de twee strekken van de laag eronder en erboven. De lagen worden als volgt gelegd:
- oneven lagen: drieklezoor-strek-kop-strek-strek-kop enz.;
- even lagen: kop-kop-strek-strek-kop enz.

#### Engels verband
Het Engels verband lijkt veel op het kettingverband, maar in plaats van twee worden telkens drie strekken met een kop afgewisseld. De koppen komen midden boven de middelste van de strekken van de laag eronder en erboven. De lagen worden als volgt gelegd:
- oneven lagen: drieklezoor-strek-kop-strek-strek-strek-kop enz.;
- even lagen: kop-strek-strek-strek-kop-strek-strek-strek-kop enz.

#### Staand verband
Hierbij worden koppenlagen met streklagen afgewisseld. Het patroon herhaalt zich iedere twee lagen:
- oneven lagen: kop-strek-strek-strek-strek enz.;
- even lagen: drieklezoor-kop-kop-kop-kop-kop-kop enz.

#### Kruisverband
Bij het kruisverband worden, net als bij het staand verband, koppenlagen met streklagen afgewisseld. Het patroon herhaalt zich bij het kruisverband echter om de vier lagen, waarbij door het verspringen een sterk verband ontstaat:
1. kop-kop-kop-kop-kop enz.;
2. drieklezoor-kop-strek-strek-strek enz.;
3. kop-kop-kop-kop-kop enz.;
4. drieklezoor-strek-strek-strek enz.

## Niet-dragende verbanden
Er zijn ook verbanden die vanwege hun complexiteit en/of hun geringe sterkte niet toegepast kunnen worden voor het bouwen van (dragende) muren. Ze worden wel gebruikt als sierverbanden voor delen van een gevel, bijvoorbeeld vlakken onder ramen. Vaak worden daarbij stenen van verschillende kleur gebruikt. De zwakke verbanden worden verstevigd, bijvoorbeeld door het aanbrengen van wapening in de voegen. Ook worden deze verbanden vaak horizontaal gebruikt: bij het leggen van vloeren bijvoorbeeld.
Voorbeelden van dit soort verbanden zijn:

### Tegelverband
Bij het tegelverband liggen lagen met strekken recht boven elkaar, zoals in een tegelmuur of -vloer. Een tegelverband is een zwak verband. Het kan zelfs bestempeld worden als het ontbreken van een verband.

### Blokverband
Bij het blokverband worden telkens twee lagen met strekken recht boven elkaar gelegd. De volgende twee lagen verspringen ten opzichte van de vorige twee, meestal met een halve steen.
Het is een sierverband waarbij de stenen op hun plat worden verwerkt en wel twee aan twee in tegelvorm. De tegelvormen liggen 90° tov elkaar gedraaid. Andere patronen zijn ook mogelijk. De stenen worden als klamplaag ter versiering tegen muren of op vloeren bevestigd.

### Elleboogverband
Het elleboogverband bestaat uit liggende en staande stenen, waarbij het patroon per laag telkens een klezoor opschuift. Het elleboogverband wordt gebruikt als sierverband en voor vloeren.

#### Visgraatverband

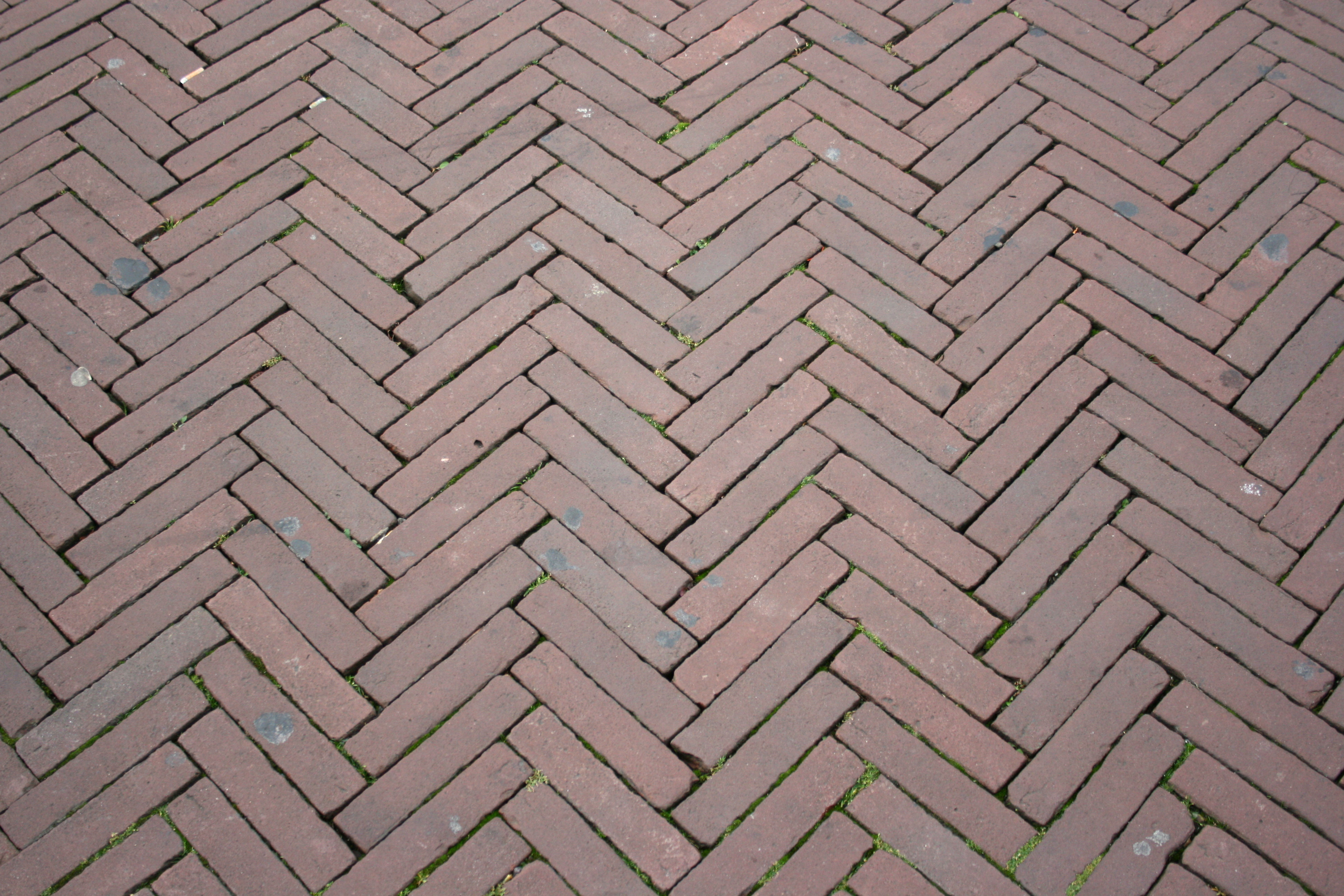
Keperverband

Het visgraat- of keperverband is een 45 graden gedraaid elleboogverband. Straatstenen liggen vaak in een keperverband. De geluidemissie van op deze manier aangebrachte stenen ligt lager dan die van rechte patronen. De geluidsemissie is echter wel hoger dan dat van een traditioneel asfalt, zoals dicht asfaltbeton.

### Wildverband bij tegels, laminaat en parket

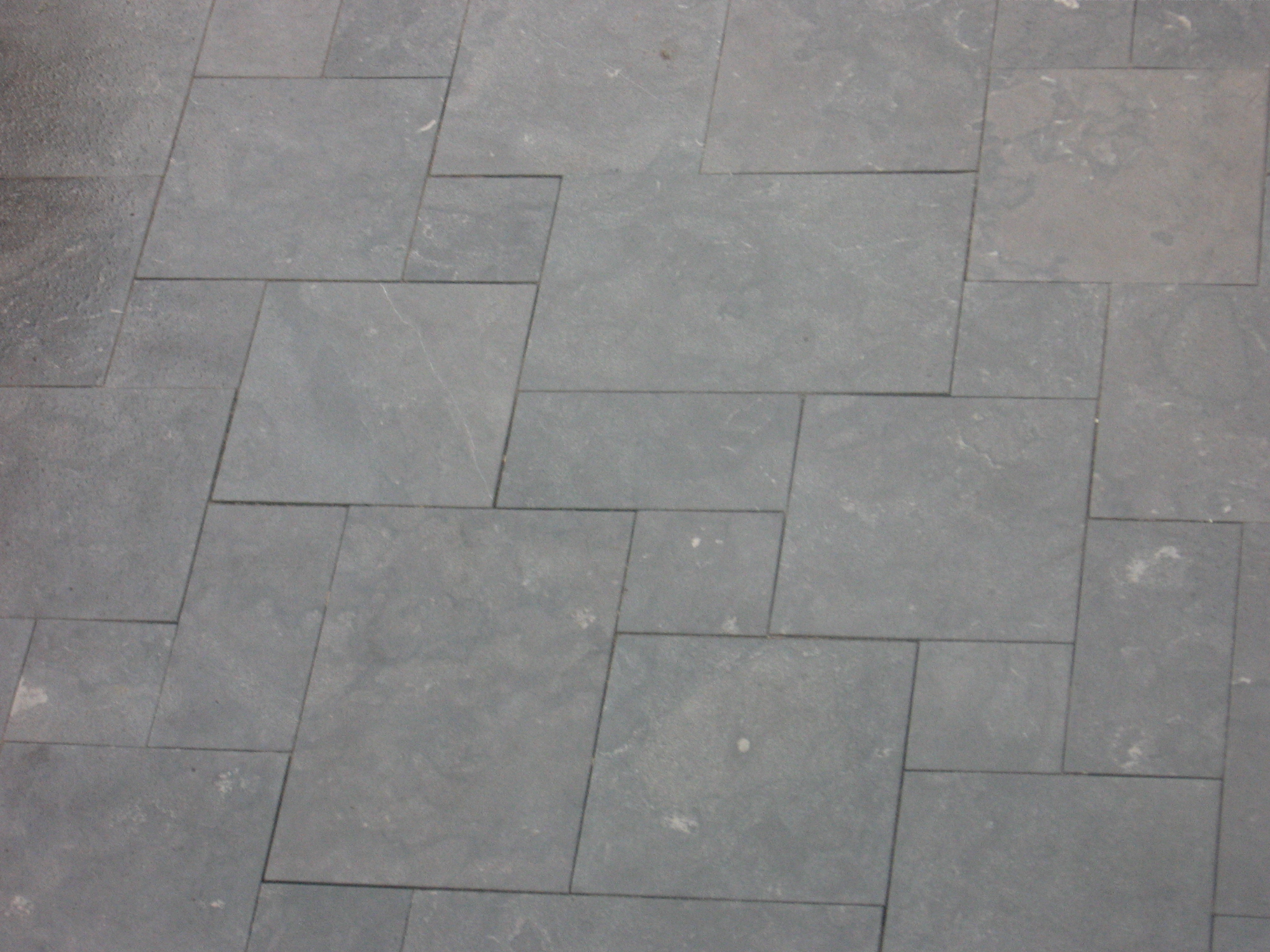
Klein Romeins verband

In het bovenste wildverband wordt na de derde rij een (te klein) reststuk weggegooid. Het trappatroon van de naden "verspringt". In het onderste verband komt de breedte van de ruimte precies overeen met 2,5 maal de vloerdeellengte. Hier ontstaat een halfsteensverband.

Bij het leggen van (tuin)tegels zijn verschillende wildverbanden mogelijk. Populaire verbanden zijn het groot en het klein Romeins (romaans) verband.
Bij het leggen van vloeren uit delen (laminaat, parket) betekent een wildverband dat de er geen vast patroon zit in de naden aan de korte kant van de vloerdelen. Meestal wordt dit bereikt door een baan te leggen, en de volgende baan te beginnen met wat overblijft uit de voorgaande baan. Dit is de meest economische manier van vloer leggen (qua materiaalverbruik), maar sommigen vinden een vast patroon mooier.
Een ander soort wildverband wordt bereikt als geen delen van vaste lengte gebruikt worden, of niet altijd het reststuk van de vorige rij gebruikt wordt. Het patroon van de naden verspringt dan willekeurig.